# Ipso facto
Ipso facto este o sintagmă latină tradusă ca „prin chiar acest fapt” sau „prin faptul însuși”, ceea ce înseamnă că un anumit fenomen este o consecință directă, un efect rezultant al acțiunii în cauză, în loc să fie provocat de o acțiune anterioară. Este un jargon folosit în filosofie, drept și știință.  
În afară de utilizările sale tehnice, apare frecvent în literatură, în special în adăugirile⁠(d) academice: de exemplu, „Faust a renunțat la viața sa și a fost, ipso facto, incapabil de pocăință” (din Christopher Marlowe, Doctor Faustus) sau „aceste prejudecăți sunt înrădăcinate în ideea că fiecare vagabond ipso facto este un negru” (din George Orwell, Fără un sfanț prin Paris și prin Londra). Folosirea sintagmei apare și în scrierile rabinice: „Dacă un om vinde o casă, el ipso facto o vinde cu ușă.”